# William Harrison Ainsworth
William Harrison Ainsworth (1805–1882) – brytyjski powieściopisarz i wydawca.

## Dzieła
- December Tales, 1823, opowiadania
- Sir John Chiverton, 1826, proza
- Rookwood, 1834, proza
- Crichton, 1837, proza
- Jack Sheppard, 1839, proza
- The Tower of London, 1840, proza
- Guy Fawkes; or, The Gunpowder Treason, 1841, proza
- Old Saint Paul's, 1841, proza
- The Miser's Daughter, 1842, proza
- Modern Chivalry; or, A New Orlando Furioso, 1843, proza
- Windsor Castle, 1843, proza
- Saint James's; or, The Court of Queen Anne, 1844, proza
- James the Second; or, The Revolution of 1688, 1848, proza
- The Lancashire Witches, 1849, proza
- Auriol, 1850, proza
- The Flitch of Bacon; or, The Custom of Dunmow, 1854, proza
- The Star-Chamber, 1854, proza
- Ballads, 1855, poezja
- The Spendthrift, 1857, proza
- The Life and Adventures of Mervyn Clitheroe, 1858, proza
- The Combat of the Thirty, 1859, proza
- Ovingdean Grange, 1860, proza
- The Constable of the Tower, 1861, proza
- The Lord Mayor of London; or, City Life in the Last Century, 1862, proza
- Cardinal Pole; or, The Days of Philip and Mary, 1863, proza
- John Law, 1864, proza
- The Spanish Match; or, Charles Stuart at Madrid, 1865, proza
- The Constable de Bourbon, 1866, proza
- Old Court, 1867, proza
- Myddleton Pomfret, 1868, proza
- Hilary St Ives, 1870, proza
- Talbot Harland, 1870, proza
- The South-Sea Bubble, 1871, proza
- Tower Hill, 1871, proza
- Boscobel; or, The Royal Oak, 1872, proza
- The Good Old Times, 1873, proza
- Merry England; or, Nobles and Serfs, 1874, proza
- Preston Fight; or, The Insurrection of 1715, 1875, proza
- Chetwynd Calverley, 1876, proza
- The Leaguer of Lathom, 1876, proza
- The Fall of Somerset, 1877, proza
- Beatrice Tyldesley, 1878, proza
- Beau Nash; or, Bath in the Eighteenth Century, 1879, proza
- Stanley Brereton, 1881, proza